# Cattedrale di Nostra Signora dell'Incarnazione (Santo Domingo)
La Cattedrale di Nostra Signora dell'Incarnazione o Cattedrale di Santo Domingo, il cui nome ufficiale è Santa Iglesia Catedral Basílica Metropolitana de Nuestra Señora Santa María de la Encarnación o Anunciación, è una cattedrale e basilica minore dedicata a Nostra Signora dell'Incarnazione che si trova nella città coloniale di Santo Domingo, nella Repubblica Dominicana. Si trova tra le vie Arzobispo Meriño e Isabela La Católica, accanto al Parco Colón; con il suo portale principale a est, di fronte alla via Arzobispo Meriño, di fronte alla via quasi angolo Arzobispo Nouel.

## Storia
La cattedrale di Santo Domingo è la più antica d'America, costruita su mandato di papa Giulio II nel 1504. Sede dell'Arcidiocesi di Santo Domingo, la sua costruzione ebbe inizio nel 1512, sulla base del progetto dell'architetto Alonso Rodríguez, sotto il governo pastorale del primo vescovo di Santo Domingo, padre García Padilla, che non venne mai nell'isola.
Fermatisi i lavori, proseguirono poi nel 1522 con un nuovo progetto di Luis de Moya e Rodrigo de Liendo, grazie all'intervento del vescovo Alessandro Geraldini.
L'architetto Alonso González, ispirandosi alla Cattedrale di Siviglia, concluse parzialmente la chiesa nel 1540.
Successivamente l'arcivescovo Alonso de Fuenmayor diede nuovo impulso ai lavori e il 31 agosto del 1541 la cattedrale fu consacrata.
Nel 1546, papa Paolo III la elevó al rango di Cattedrale Metropolitana e Primaziale di America su richiesta del re Carlo I di Spagna. 
Nella seconda metà del secolo XVI fu costruito sul lato sud il chiostro, con le celle per i canonici; un altro esempio si trova nella Cattedrale nuova di Santa Maria dell'Assedio a Salamanca, in Spagna.
Nel 1547 furono interrotti i lavori della torre campanaria poiché la sua altezza, superando quella del dongione feudale avrebbe disturbato le sentinelle.
Fu quartier generale delle truppe di Francis Drake durante la sua occupazione del 1586, il che la salvò dalla distruzione. Nel 1665 ebbe luogo una seconda consacrazione.
Inizialmente senza cappelle, nel 1740 ne aveva 9 e attualmente 14. 
Meritano una citazione speciale le cappelle di Alonso de Suazo, di Rodrígo, di Bastídas, di Geraldini e quella di Diego Caballero, così come la cripta degli arcivescovi e la cappella battesimale. L'organo fu acquistato a Magdeburgo nel 1850.
Nel 1920 papa Benedetto XV la elevò al rango di basilica minore.

## Descrizione

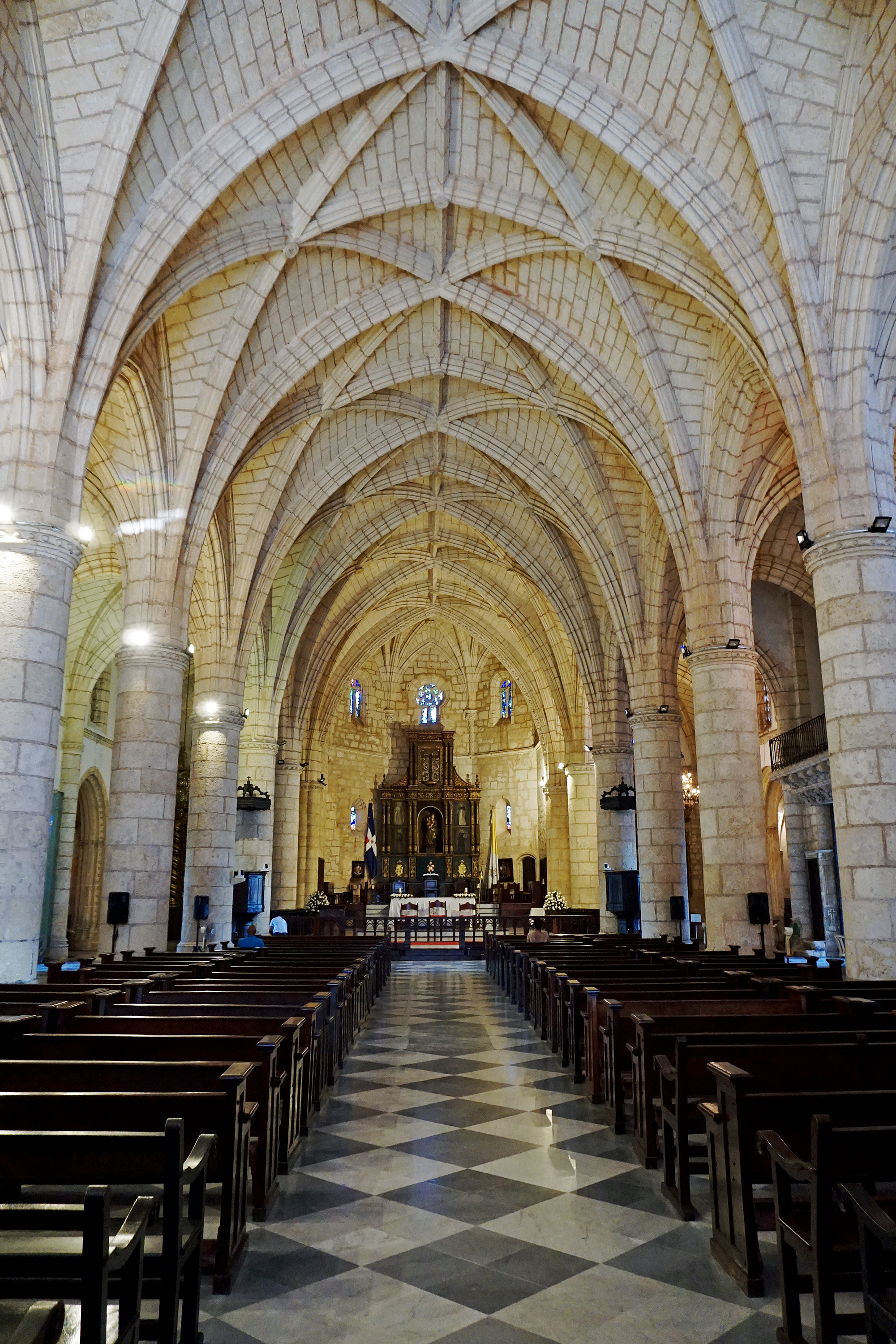
Interno della Cattedrale

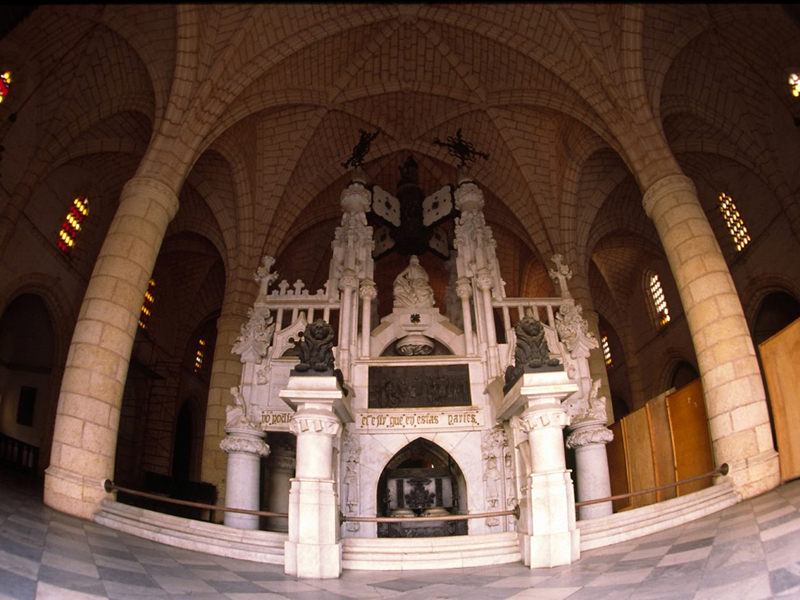
Tomba di Cristoforo Colombo prima della sua traslazione al Faro a Colón nel 1992.

La Cattedrale è costruita in pietra calcarea, benché alcuni muri siano in muratura e mattoni e conta dodici cappelle laterali, tre navate libere di cui una principale. La copertura della navata centrale è a due spioventi, mentre quelle delle navate laterali sono costruite ad archi a crociera che s'incontrano all'esterno come fossero cupole emisferiche. La lunghezza maggiore della basilica è di 54 metri nella navata centrale, fino al fondo del presbiterio mentre la larghezza delle tre navate è di 23 metri. L'altezza al suo punto maggiore raggiunge i 16 metri e l'area coperta supera i 3.000 m2.
L'architettura dell'edificio della cattedrale di Santo Domingo è di stile gotico con volte a crociera, solide pareti e tre portali, due dei quali gotici e il terzo, il principale, in stile plateresco.
Nel corso della storia della cattedrale furono erette quattordici cappelle laterali.
L'esterno della cattedrale si articola in tre spazi indipendenti, a nord la Piazza d'Armi, l'atrio merlato è come un'anticamera che segna l'ingresso principale al complesso religioso. A sud il chiostro chiamato Plazoleta de los Curas. Gli annessi al contorno del patio consentono un passaggio chiamato Callejón de Curas (Passaggio dei parroci).
La cattedrale contiene un vasto tesoro artistico costituito da retabli, dipinti (tra questi una tavola della Vergine dell'Altagracia datata 1523), ebanisteria antica, mobili, monumenti e lapidi funerarie e altri oggetti. Se distinguono i mausolei degli arcivescovi del periodo coloniale, come anche la lapide funeraria di Simón Bolívar, un antenato del futuro libertador.
La cattedrale ospitò per un certo tempo i resti di Cristoforo Colombo, che furono poi traslati al Faro a Colón.
Il prezioso trono arcivescovile risale al 1540. Formava parte del coro basso, smantellato nello scorso secolo per collocarvi il monumento marmoreo nel quale si conservavano i resti di Cristoforo Colombo.

## Galleria d'immagini

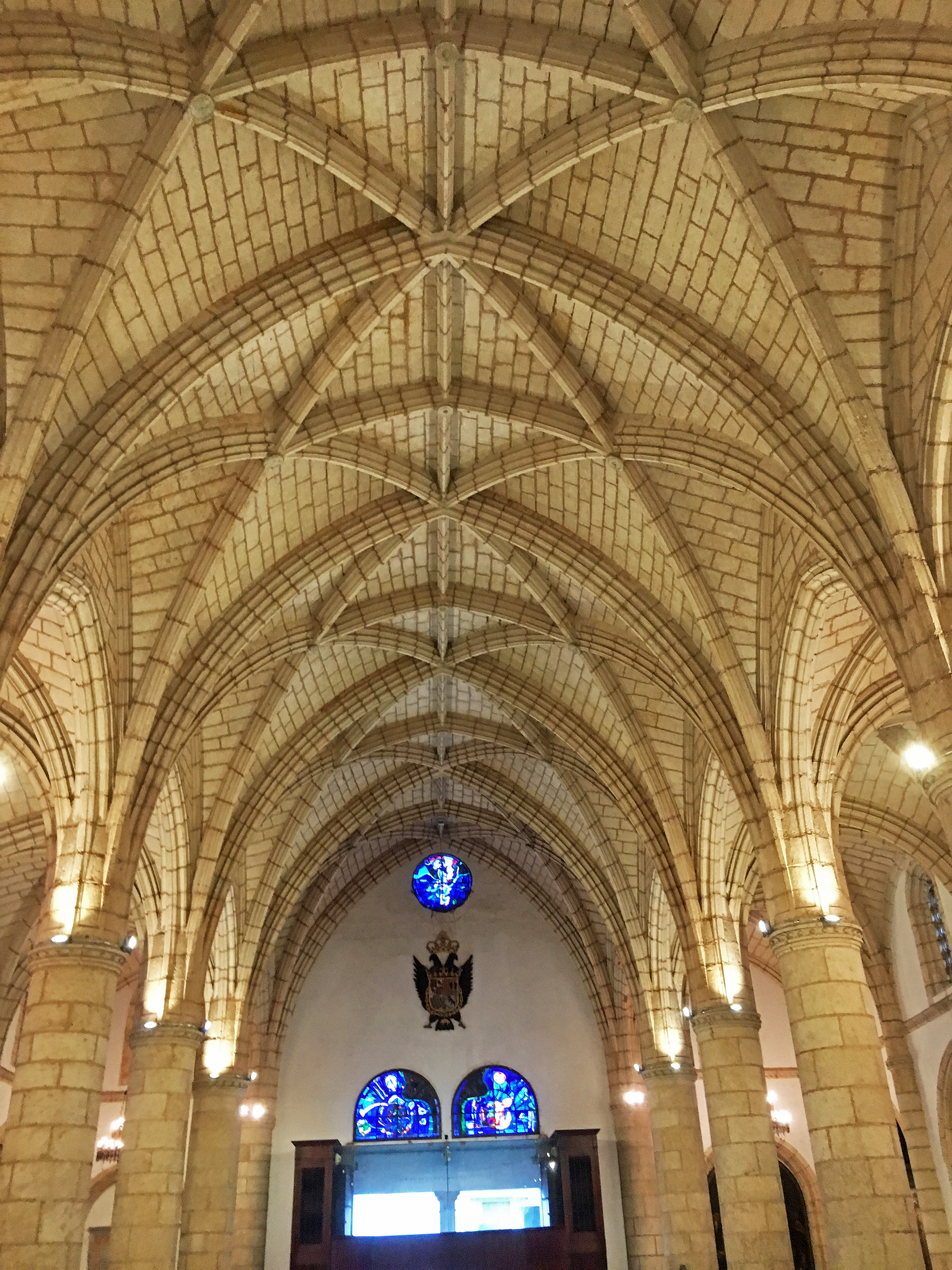
Tetto abovedado
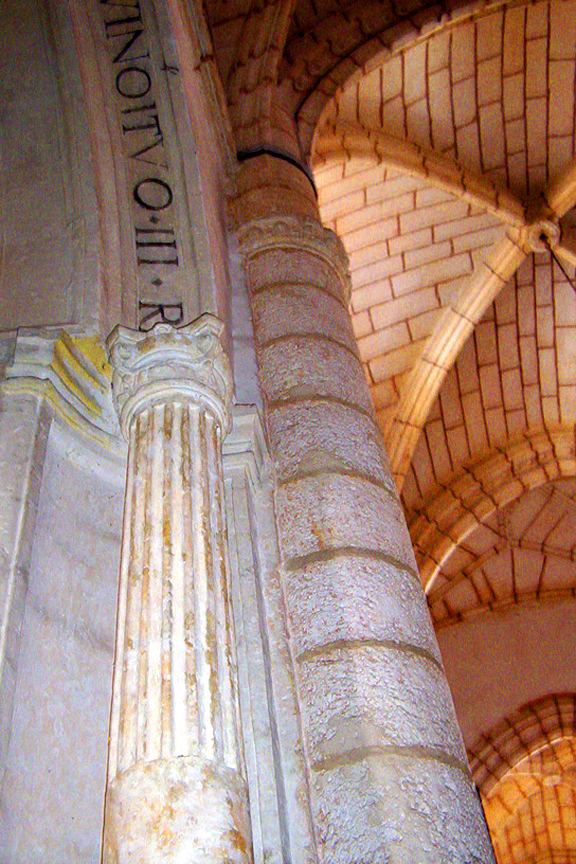
Colonna
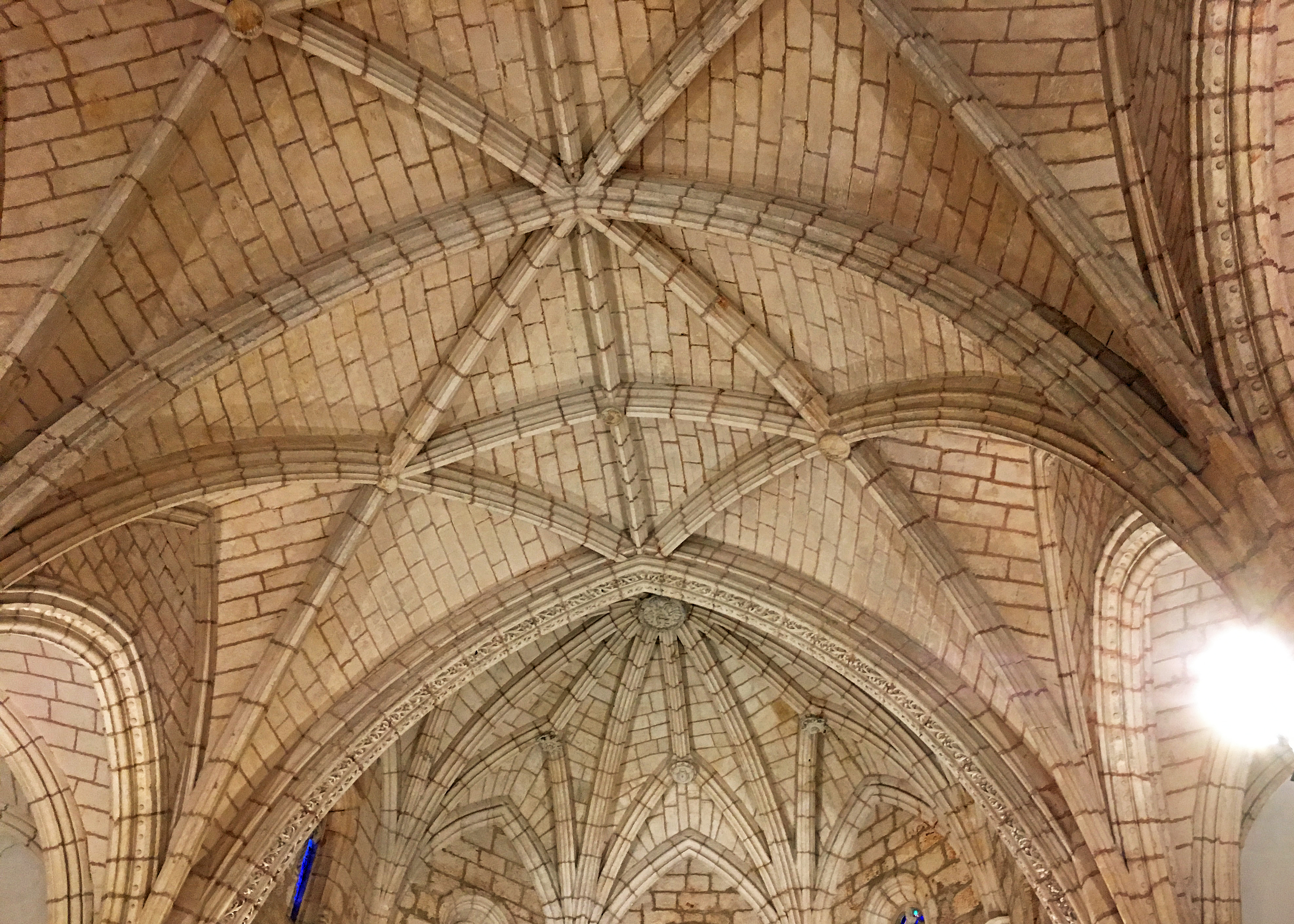
Struttura del tetto
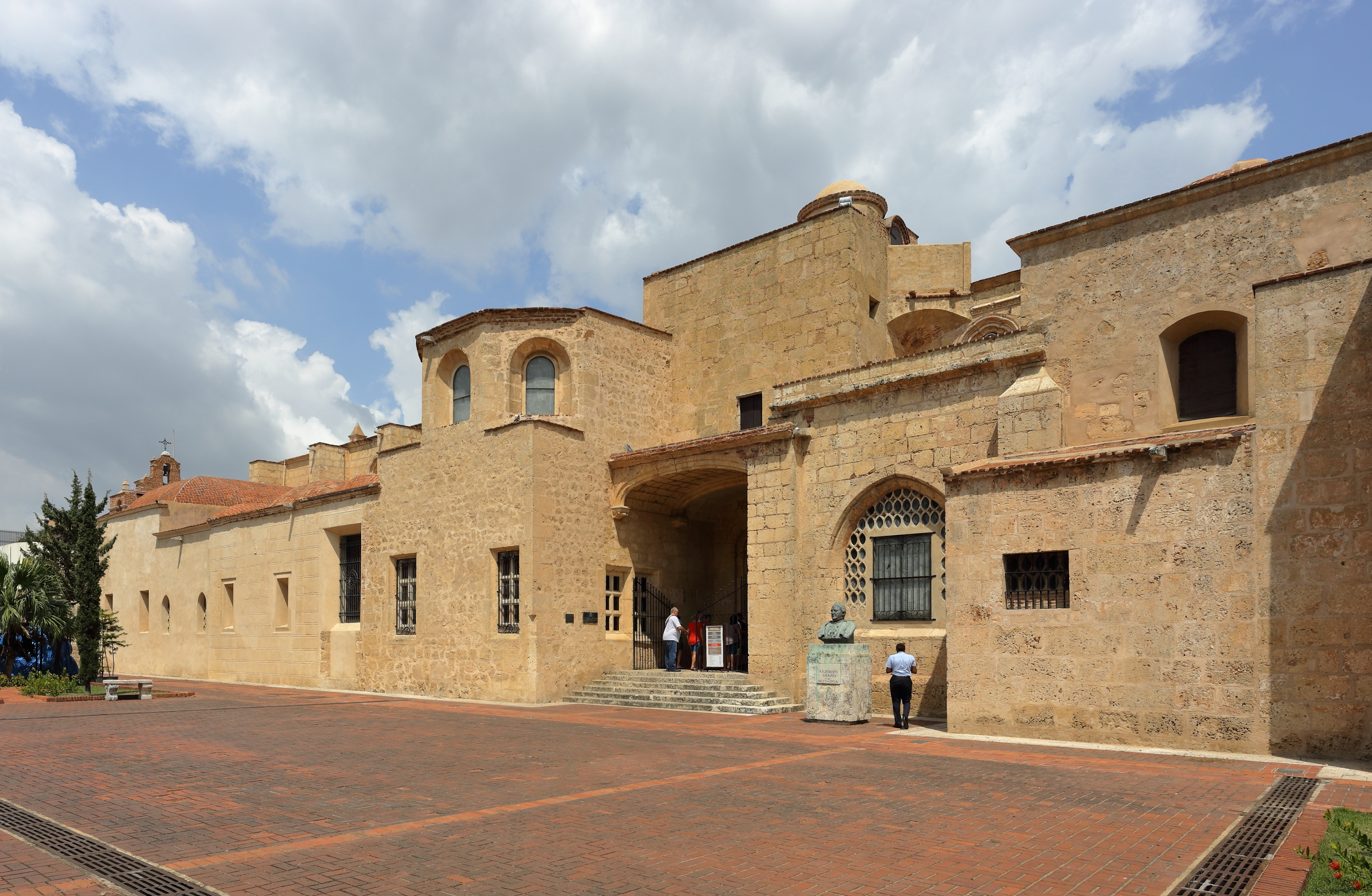
Facciata sud
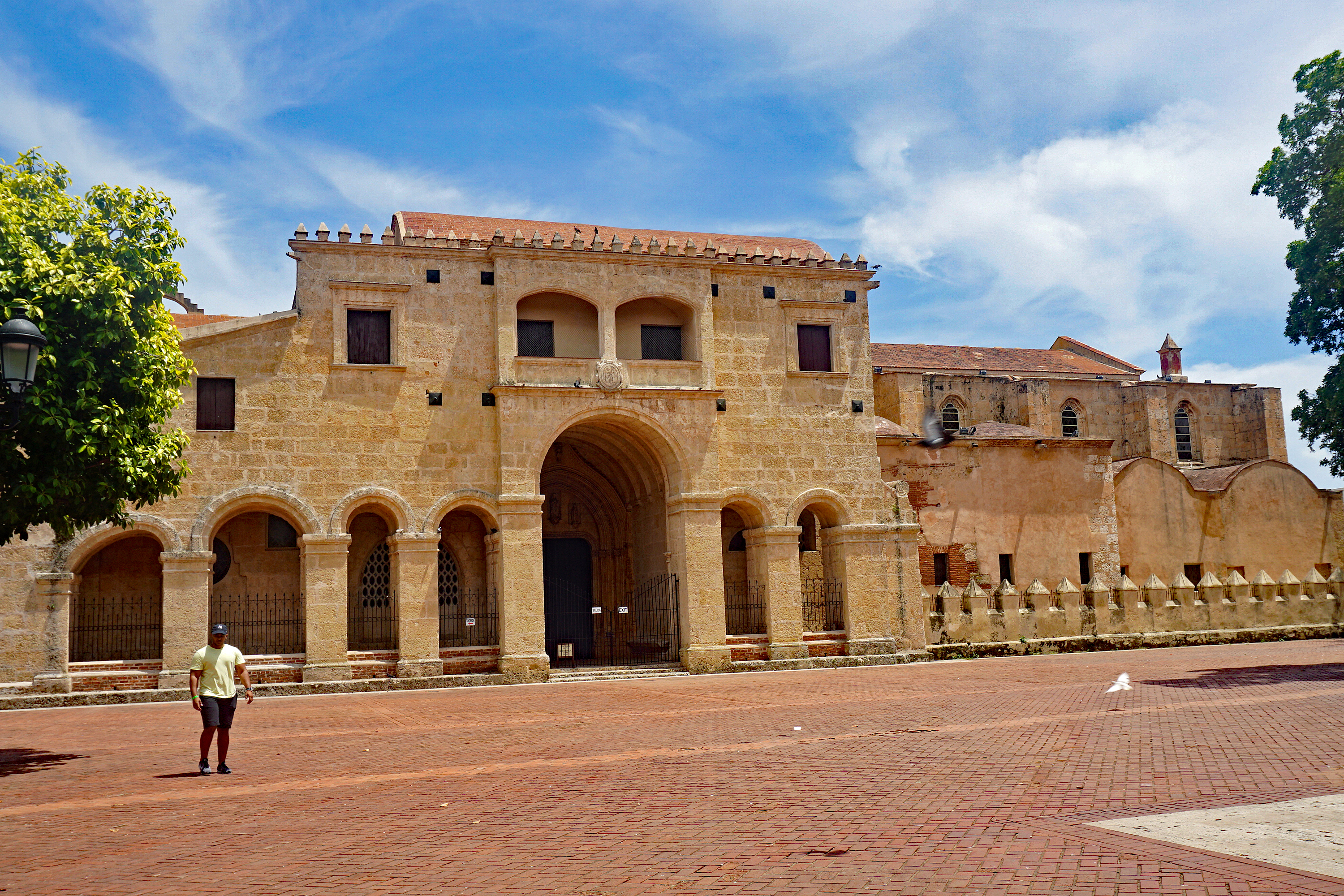
Facciata nord
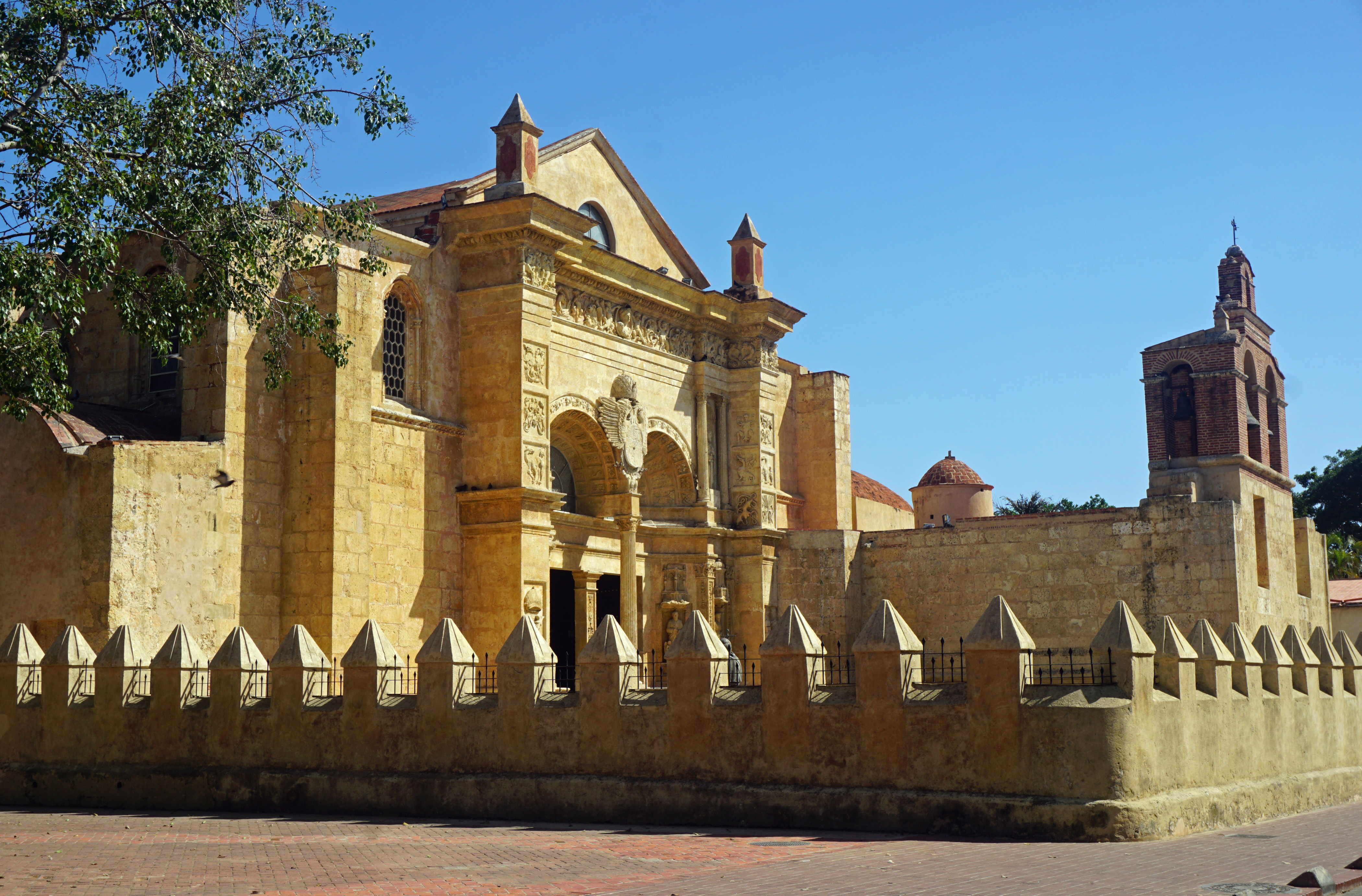
Ingresso principale (facciata est)
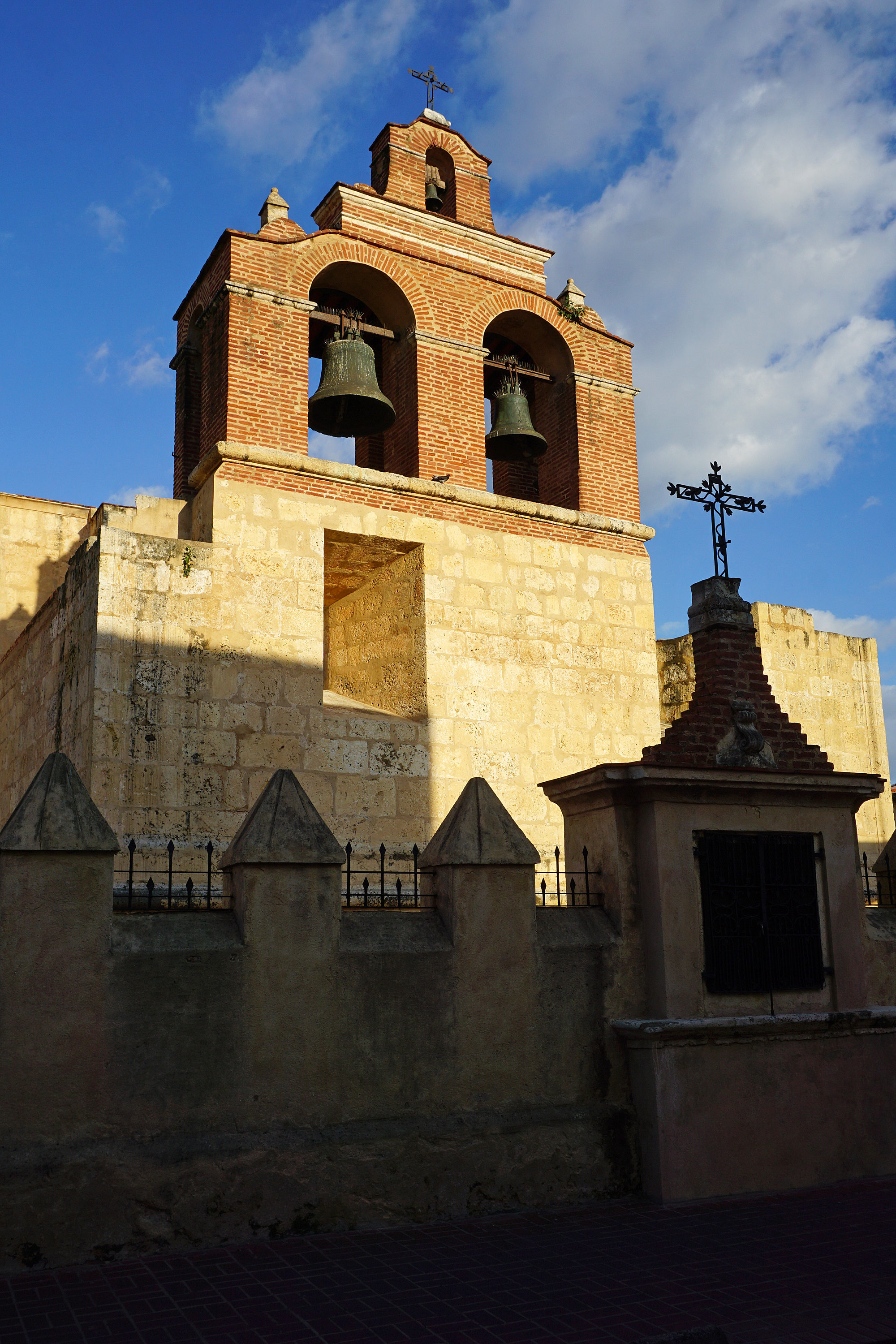
Campanile
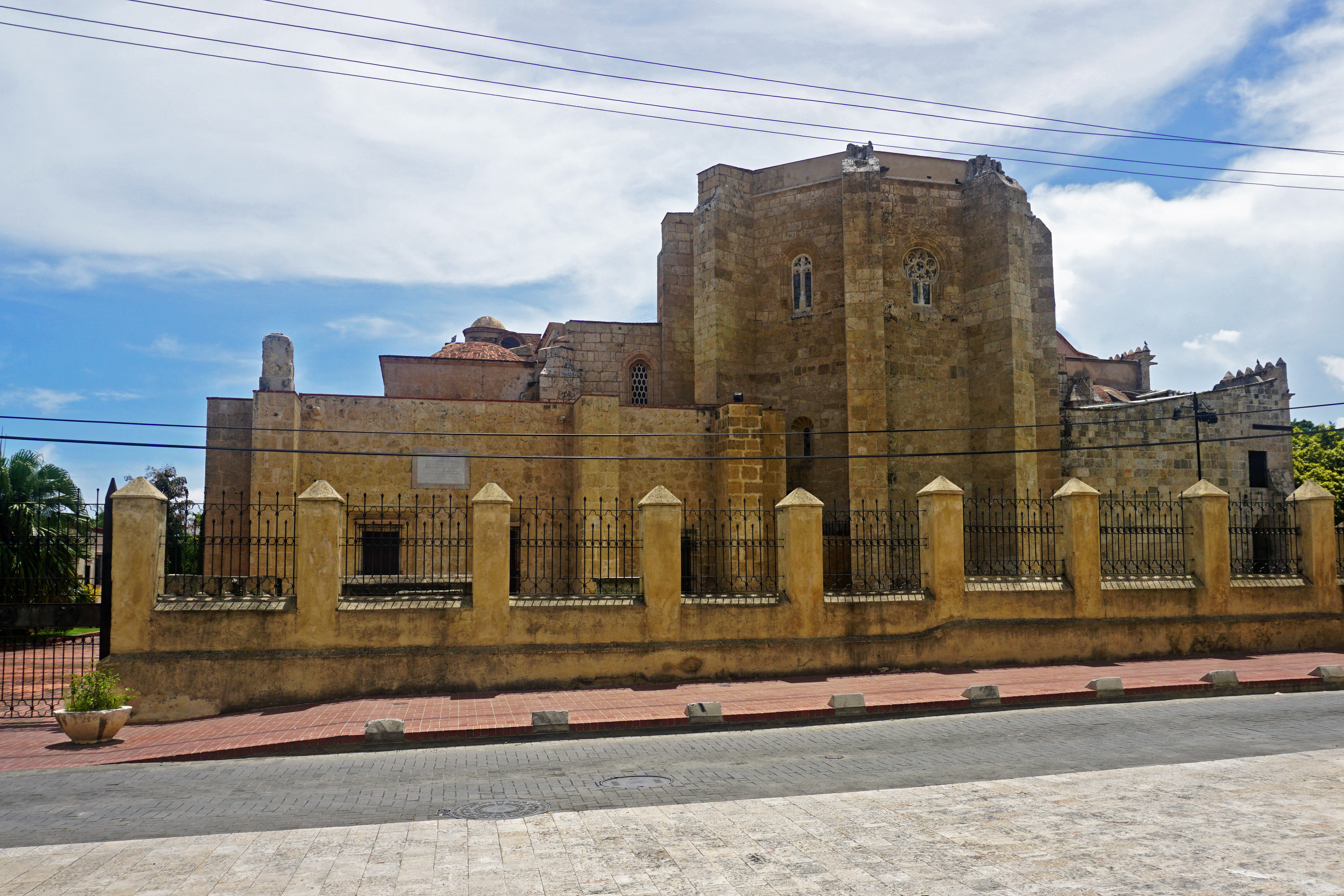
Facciata posteriore (est)
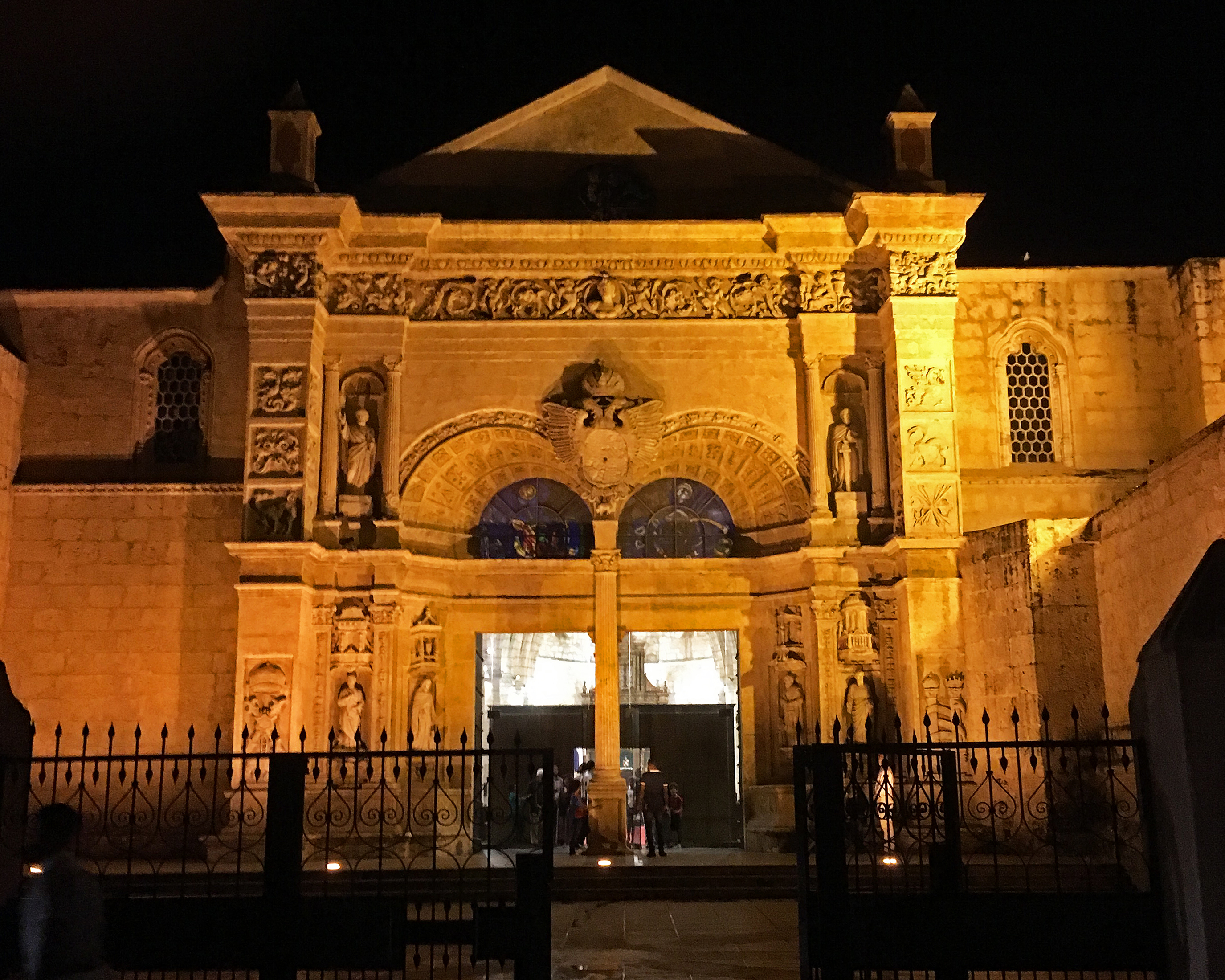
Vista notturna della facciata est
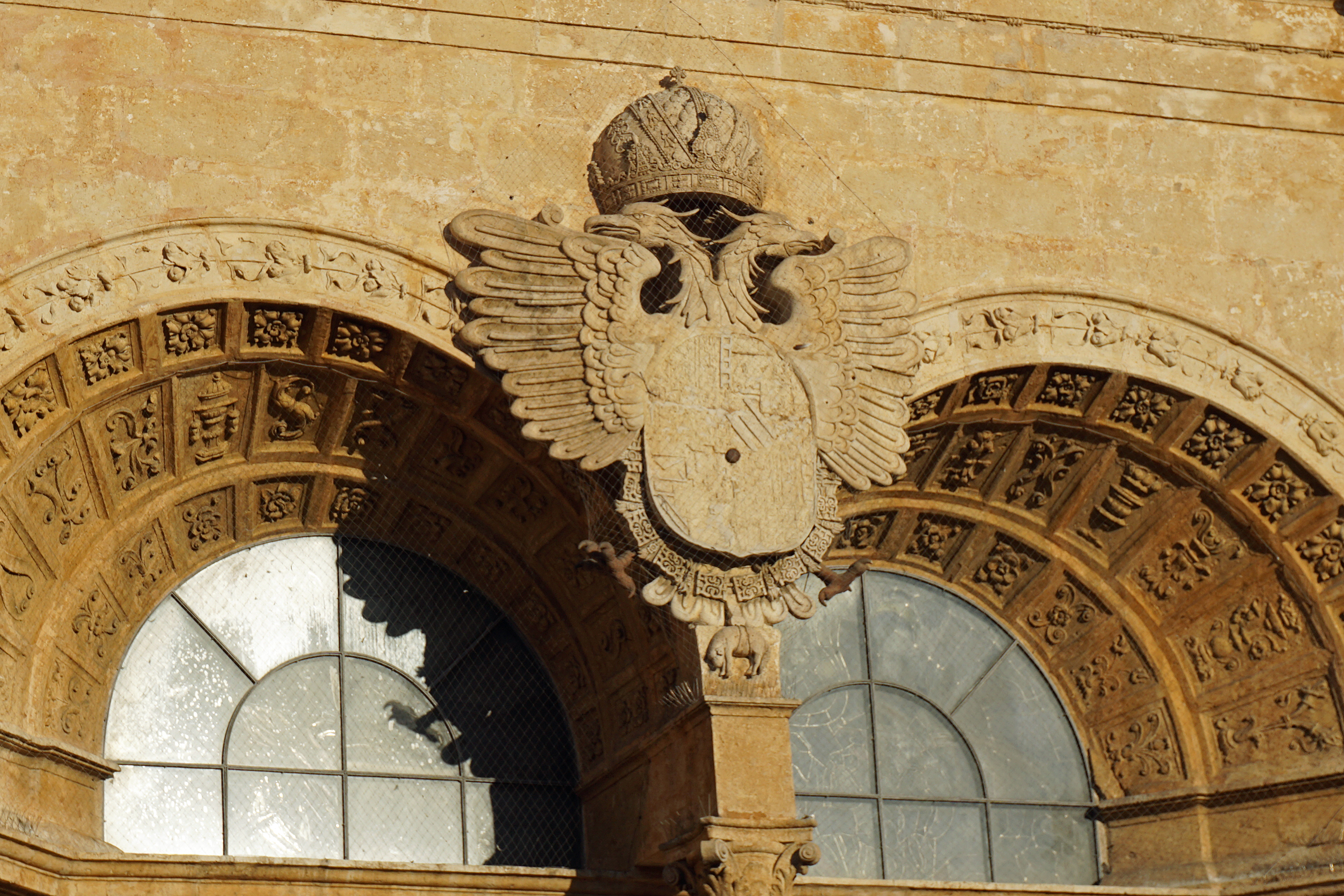
Stemma di Carlo I di Spagna nell'ingresso principale